# Lago Nemrut

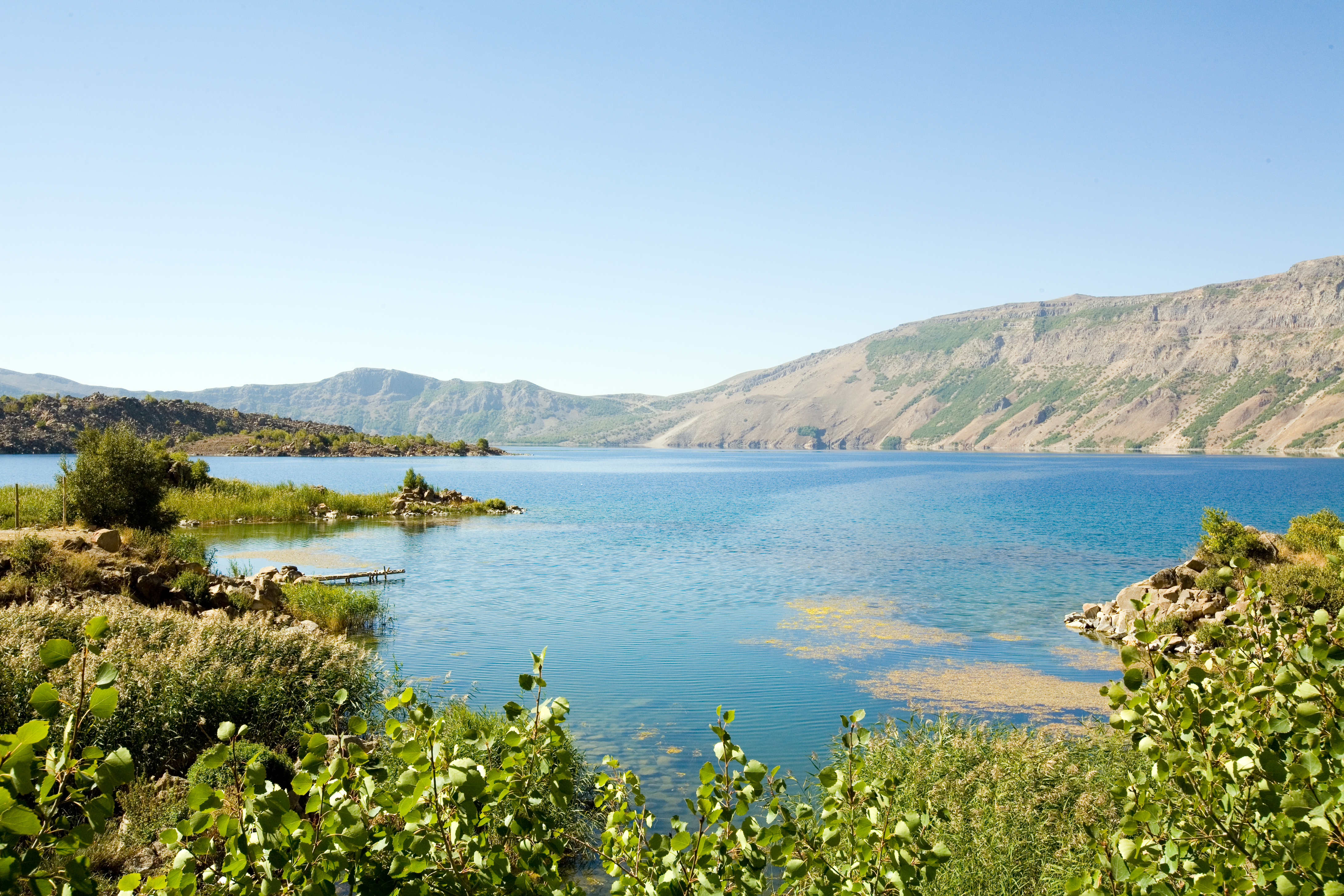
Una vista de Lago Nemrut.

El lago Nemrut (en turco: Nemrut Gölü) es un lago de cráter de agua dulce en la provincia de Bitlis, al este de Turquía. Es parte de la caldera Nemrut (en turco: Nemrut Kalderası), una caldera volcánica sobre el volcán Nemrut. La caldera es un monumento natural registrado y el humedal está registrado como un sitio Ramsar del país.

## Caldera

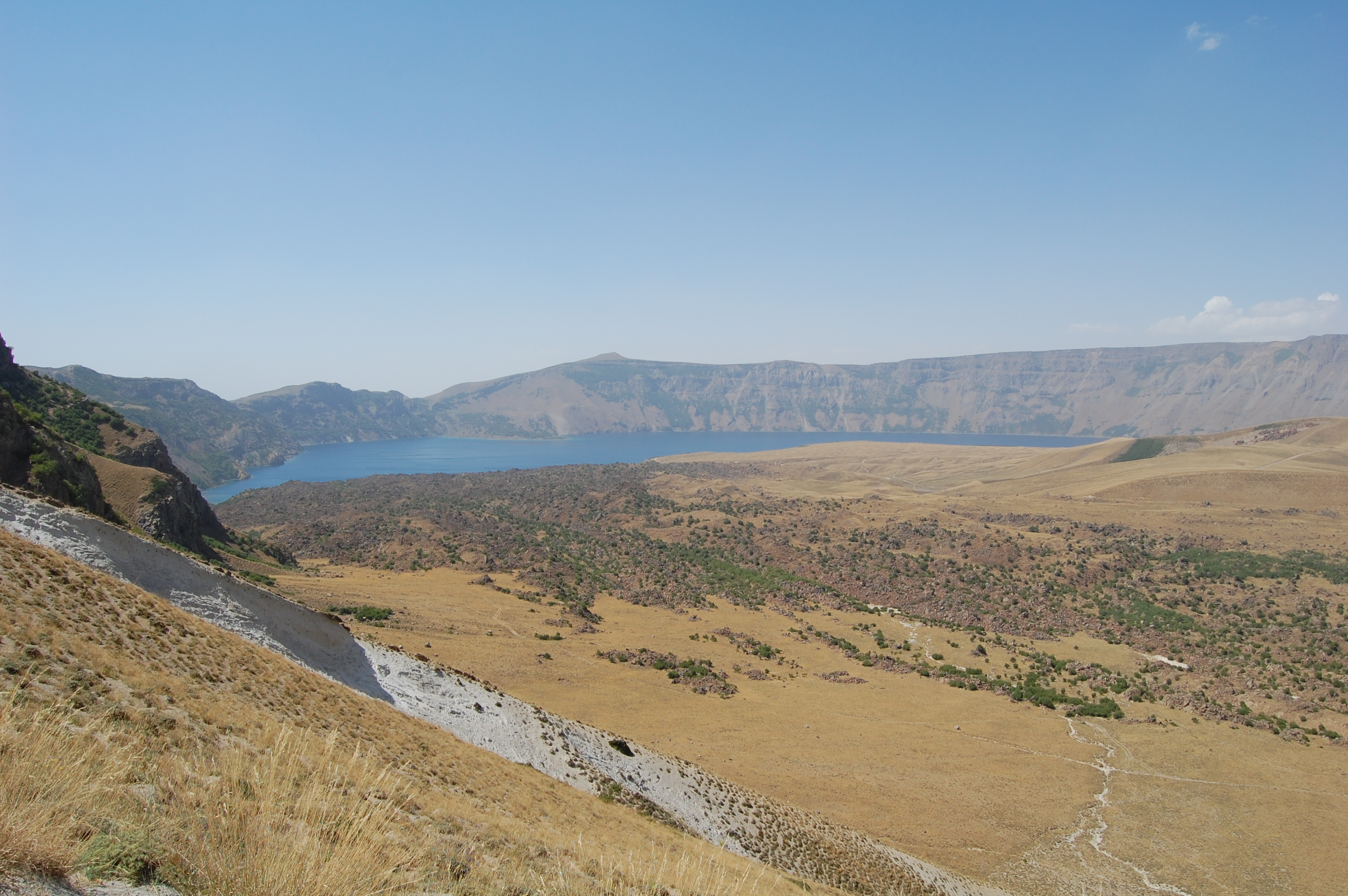
El cráter de Volcán Nemrut.

La caldera se encuentra al oeste del lago Van en los distritos Tatvan, Ahlat y Güroymak de la provincia de Bitlis. Está a 13 km de Tatvan, y a 25 km de Ahlat. Con su ancho de casi 10 km (6.2 mi), el cráter del Volcán Nemrut es una de las calderas más grandes del mundo. La caldera Nemrut es la segunda más grande del mundo. La mitad occidental del cráter está cubierta por el lago. En la cumbre hay cinco lagos, dos de ellos existentes permanentemente y los otros estacionales. El mayor de los lagos es el lago Nemrut en forma de media luna. Contiene agua dulce de calidad incolora, inodora y potable.
El lago Nemrut está situado a una altitud de unos 2.247 m sobre el nivel del mar. Tiene un área de 12.36 km², y su profundidad promedio es de aproximadamente 100 m con una profundidad máxima de 176 m.
La caldera Nemrut está en el cono volcánico más joven de Turquía y no está erosionado. Esta geomorfología estructural única lo convierte en un tema de investigación científica.

## Biota

### Flora
Se registraron alrededor de 450 especies de plantas en la caldera Nemrut y sus alrededores, alrededor de 200 (44%) pertenecientes a la región. La diversidad de la flora indica la variación de las condiciones climáticas en el pasado. Alrededor de 38 (8,4%) de las especies de plantas existentes son endémicas. La vegetación clímax de la caldera Nemrut está formada por el abedul (Betula) y el álamo temblón (Populus tremula). Otras plantas notables que crecen alrededor de lagos son el enebro enano (Juniperus communis), arce de Noruega (Acer platanoides), serbal de los cazadores europeo (Sorbus aucuparia), (Rhamnus cathartica),  (Quercus petraea),  (Quercus robur),  (Salix alba), y los arbustos  (Prunus divaricata), (Salix cinerea) y  (Prunus mahaleb). La vegetación esteparia se extiende por amplias áreas de la caldera. Las áreas arcillosas están presentes en la parte noroeste del lago Nemrut.

### Fauna
El buitre leonado cría en la caldera, lo que le valió el estatus de área especial protegida como hábitat para la cría del negrón especulado y el águila real. El número de especies de aves disminuyó en el lago Nemrut, que es un sitio de escala para muchas aves migratorias, debido a la caza irregular e incontrolada. Los animales actualmente observados en la región son las especies de aves: perdiz, pato, abejaruco, gaviota armenia y mamíferos como la liebre, zorro y oso. La gamuza se ha extinguido.

## Monumento natural y sitio Ramsar
La caldera fue registrada como monumento natural en 2003. El área protegida alrededor del lago del cráter cubre 4.8 km². El Monumento Natural Caldera Nemrut (en turco: Nemrut Kalderası Tabiat Anıtı) está protegido como atracción turística, un área protegida de primer grado y un humedal.
El 17 de abril de 2013, el gobierno de Turquía designó el humedal de la caldera como el 14.º sitio Ramsar del país.
No está permitido cortar caña en la caldera y pescar en el lago, aunque se lleva a cabo algo de pastoreo alrededor de la caldera. En 2007 se estableció un centro de deportes de invierno y esquí en la ladera sur de la caldera. El hilo conductor en términos de ecología es el pastoreo excesivo.